# Glóbus

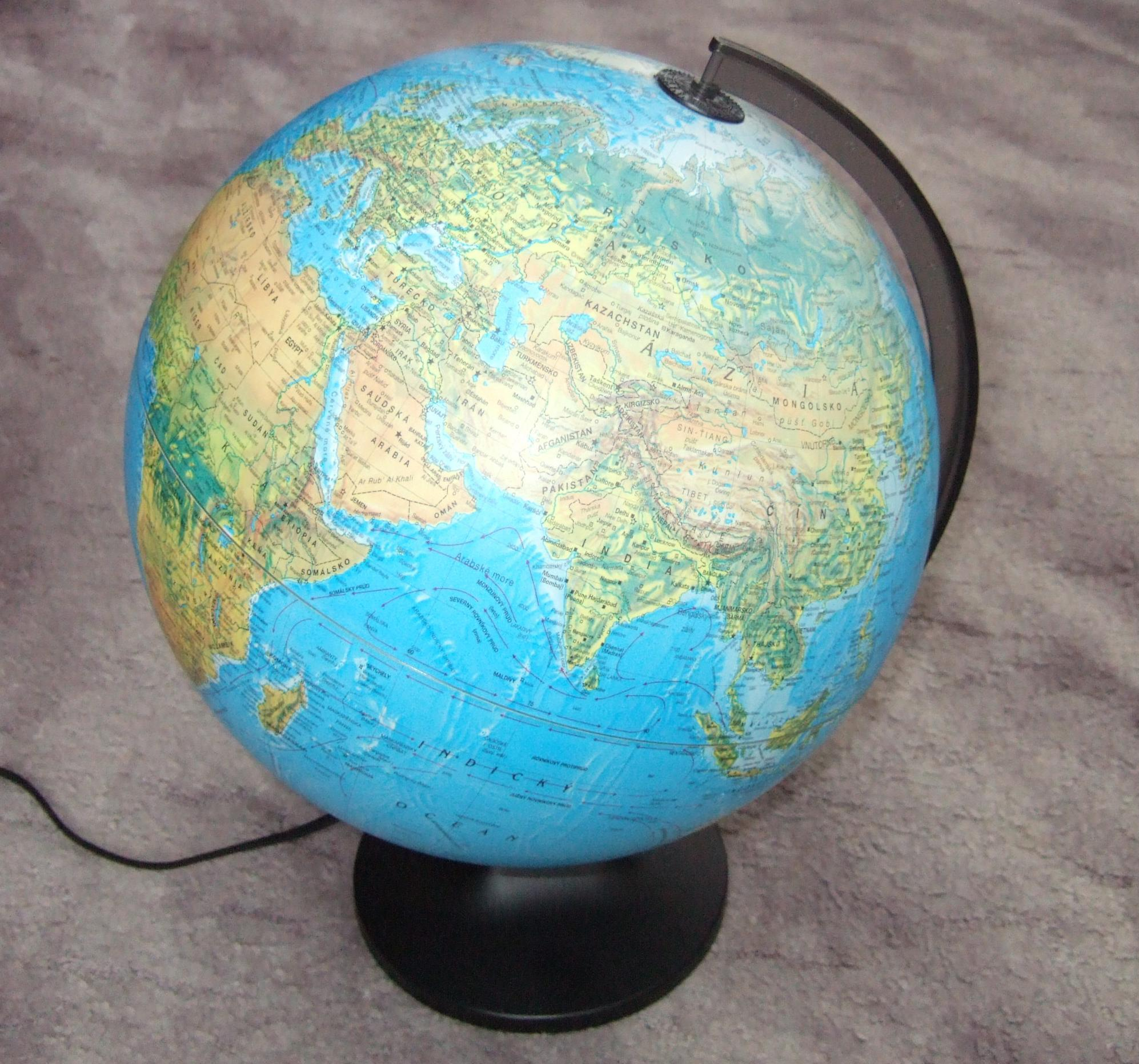
Moderní glóbus s osvětlením

Glóbus (lat. globus, koule) je v kartografii zmenšené prostorové, nejčastěji kulové, znázornění určitého vesmírného tělesa (zemský glóbus, měsíční glóbus, glóbus Marsu) pomocí kartografických prostředků. Mezi nejčastější patří glóby zemského tělesa a nebeské sféry (hvězdné glóby).
Glóby řadíme mezi "skutečně trojrozměrná znázornění" vyjadřující třetí rozměr pomocí hmotných prostředků (patří sem i reliéfní mapy, modely reliéfu). Mezi glóby lze zařadit i mnohostěnné modely (nepravé glóby) a výřezy (vrchlíky), které zobrazují pouze určitou část zemského povrchu, např. polární oblasti. 

## Zobrazení
Skutečný tvar Země (geoid) bývá u glóbu nahrazen koulí. Existují ale i glóby, které zachovávají skutečný tvar Země, případně dokonce glóby plasticky reprezentující i zemský reliéf. Plastické glóby mají ale výrazně zkresleny relativní výšky terénu v pohořích (ve skutečnosti jsou v daném poměru mnohem nižší).
Zobrazení Země na glóbu je poměrně realistické (v porovnání s rovinnou mapou) - je zároveň úhlojevné (tj. zachovává velikosti úhlů) i délkojevné (všechny vzdálenosti odpovídají skutečným vzdálenostem, zmenšeným v daném měřítku). Na glóbu tak lze měřit délky v libovolném směru bez nebezpečí zkreslení. Nejvhodnější pro měření je ohebné papírové pravítko.
Glóby jsou zpravidla zhotoveny tak, že jsou otáčivé kolem osy, která odpovídá ose otáčení Země, je na nich tudíž možné demonstrovat otáčení Země kolem její osy. Staré globy jsou kromě toho obepjaty rovníkovou a poledníkovou kružnicí, na nichž lze odečítat zeměpisné souřadnice.

## Historie

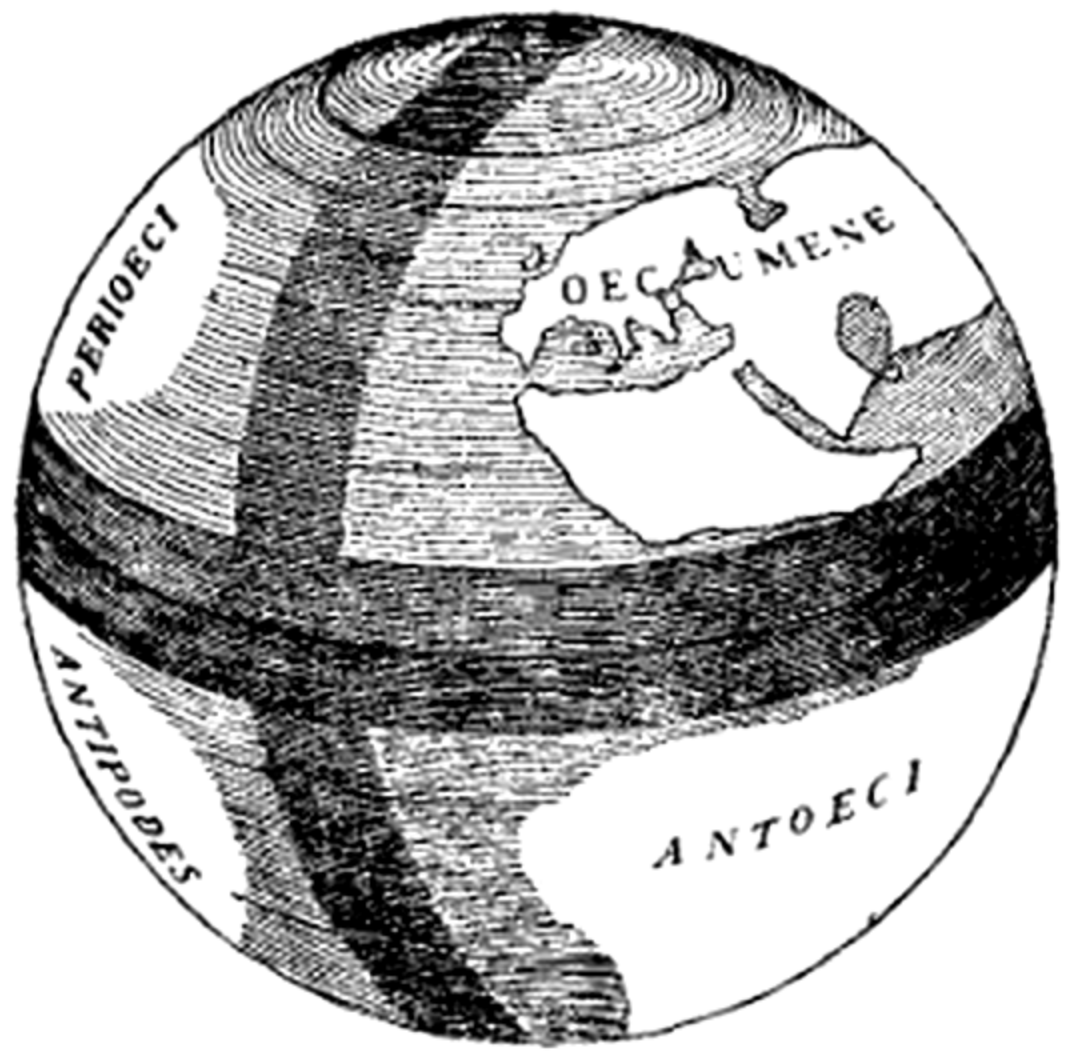
Moderní představa jak vypadal glóbus, který sestrojil Kratés z Mallu

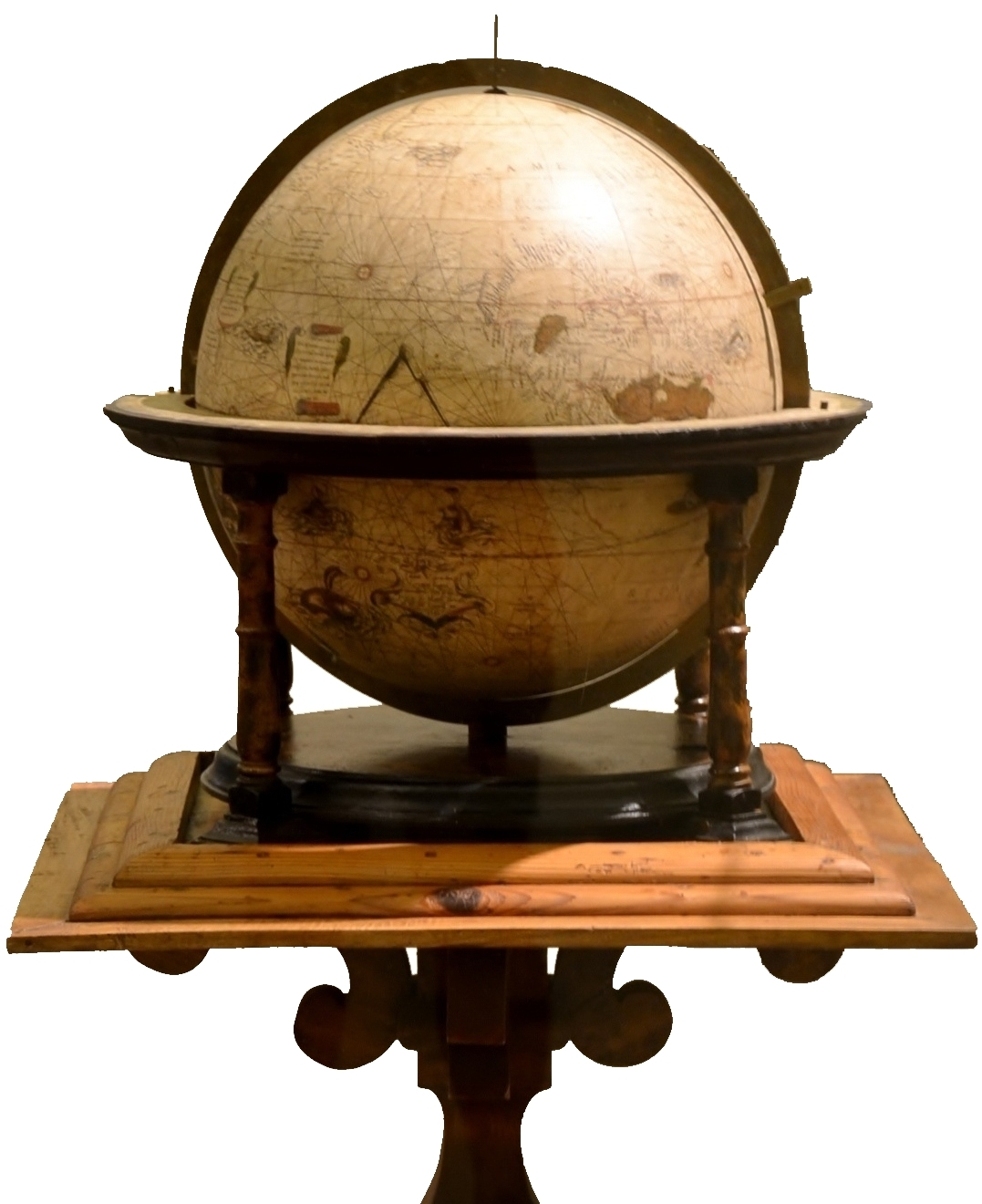
Mercatorův globus z roku 1542

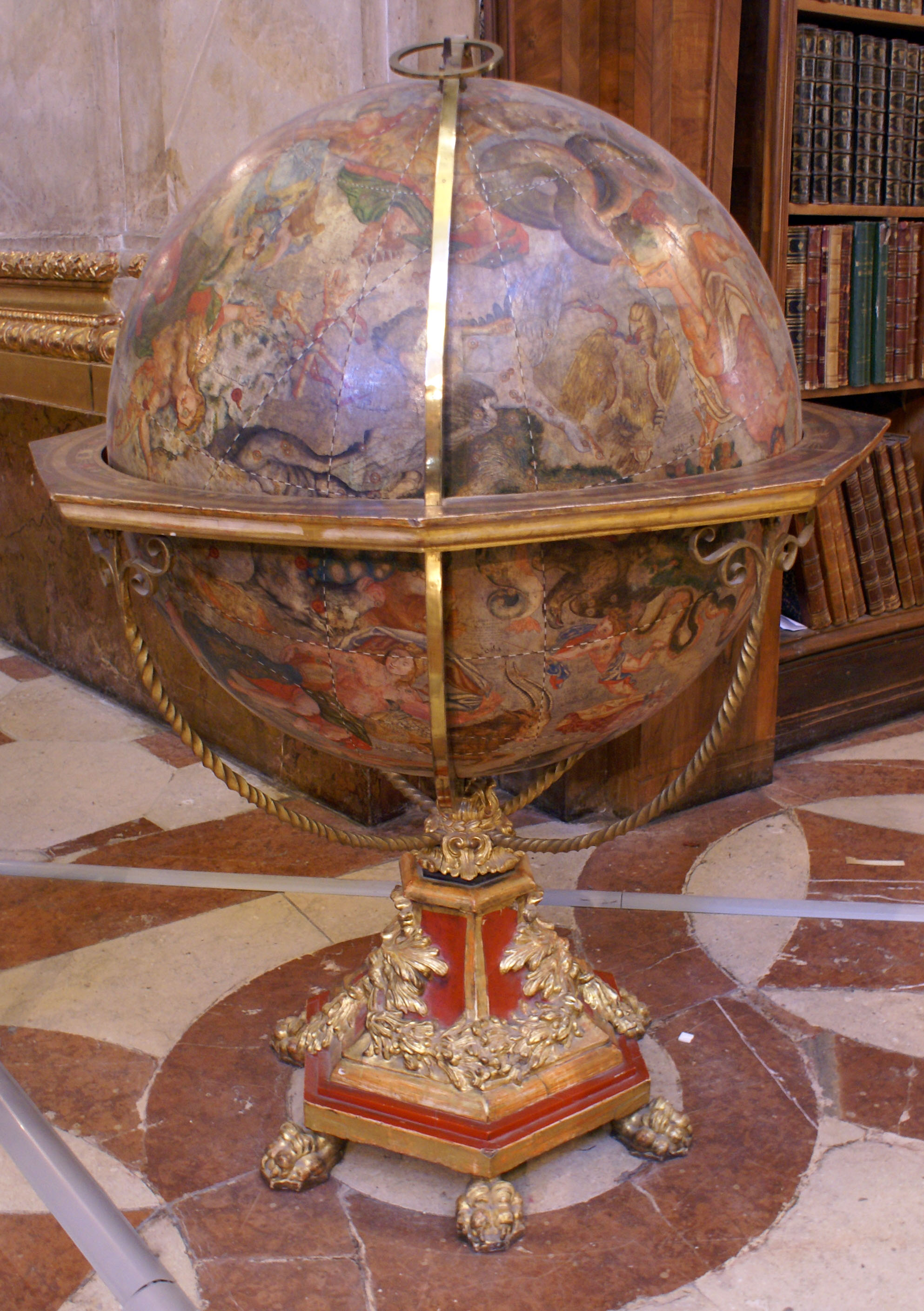
Barokní nebeský glóbus (V. Coronelli, kolem 1700)

Podle Cicerona používal nebeský glóbus už Archimédés (212 př. n. l.). Nebeskou klenbu je snazší pozorovat. Mezi obratníky ji lze během roku spatřit celou bez cestování. Strabón uvádí, že terestrický glóbus zhotovil Kratés z Mallu (kolem 150 př. n. l.). Nejstarší zachovaný nebeský glóbus je součást sochy Apollóna Farnéského ze 2. století, což je římská kopie starší řecké předlohy. Z téže doby pochází i římský bronzový nebeský glóbus o průměru 11 cm, dnes v muzeu v Mohuči. Římský globus jako symbol světa se stal předlohou pro panovnická jablka panovníků. Konstrukci nebeského glóbu popsal v dopise pozdější papež Gerbert z Aurillacu (1003) a z 12. století se zachovaly arabské globy Starého světa.
Dva nebeské glóby koupil roku 1444 kardinál Mikuláš Kusánský, k roku 1477 je doložen terestrický glóbus, zhotovený pro papeže Sixta IV. Z roku 1492 pochází nejstarší zachovaný glóbus Země od Martina Behaima s pomocí malíře Georga Glockendorna, který si objednala městská rada v Norimberku a dnes je vystaven v tamním muzeu. Mezi nejstarší patří dále Hunt-Lenoxův měděný glóbus o průměru asi 12,5cm, dnes vystavený v New York Public Library. Byl vyroben v západní Evropě kolem roku 1510 a je na něm už zobrazena Jižní Amerika. Od norimberského astronoma Schönera pocházejí tři globusy z roku 1515, 1520 a 1525. Zemský globus vytvořil také Leonardo da Vinci (1516).
Od poloviny 16. století se velké terestrické glóby těšily velké oblibě a vyráběly se zejména v Německu, v Holandsku a v Itálii. Výrobu podstatně zdokonalil vlámský kartograf, geograf a vydavatel map Gerhard Mercator (1594), autor Mercatorova zobrazení, který začal dutou dřevěnou kouli polepovat pruhy potištěného papíru. Vyráběl glóby pro významné evropské panovníky, jako byl císař Karel V. Mezi nimi byl i nebeský globus z křišťálu s vyrytými a pozlacenými hvězdami. Slavným výrobcem byl také františkánský mnich Vincenzo Coronelli (1718). Od poloviny 18. století začal globus ztrácet vědecký význam a stal se spíše školní pomůckou.

## Velikost a měřítko
Nejčastěji se globusy vyrábějí s průměrem 15 až 40 cm (často s obvodem 1 m), čemuž odpovídá také měřítko, které lze vypočítat z poměru poloměru glóbu a poloměru Země (6378 km). Tak glóbus s průměrem 20 cm bude mít měřítko 1:64 000 000 a model s průměrem 40 cm bude mít měřítko 1:32 000 000.

## Dělení glóbů podle
Obsahu
- Glóby politické (zobrazují hranice státních celků)
- Glóby obecně geografické (zobrazují zemský povrch relativně bez zkreslení)
- Glóby vesmírných těles

Měřítka
- Malé (do 25 cm)
- Střední (do 40 cm)
- Velké [1]

Provedení
- Technické (svítící, nesvítící, odklápěcí)
- Reliéfní (jako plastická mapa)
- Indukční
- Levitující [1]

## Převýšení u plastických glóbů (reliéfní)
Tento typ globu působí efektním dojmem, jelikož jeho povrch není hladký, ale zobrazuje povrch Země plasticky, ve 3D. Měřítko převýšení nemůže odpovídat měřítku glóbusu, protože například u modelu s průměrem 40 cm a měřítkem 1:32 000 000 by Mt. Everest představoval hrbolek o výšce 0,28mm. Převýšení se tedy musí několikanásobně zvětšit.

## Technologie výroby
Lepení: Kdysi se glóby vyráběly nalepením tištěné mapy na dutou kouli, obvykle ze dřeva. Papírová mapa byla rozvržena do určitého počtu čočkovitých úseků, které se pak navlhčily a nalepovaly od pólu k pólu. Čím víc úseků a čím byly užší, tím lépe mohly ke kouli přiléhat, nalepování však bylo pracnější.
Termovakuové tvarování: K výrobě se používá plastová fólie, na kterou se natisknou mapy například severní a jižní polokoule. Výroba probíhá tak, že se dvě plastové fólie vloží do vakuového lisu, kde se zahřejí a tím se fólie stává tvárnou. Vyčerpáním vzduchu se fólie přisají k matrici a získají tak tvar koule, případně s reliéfem. Po odříznutí přebytečného materiálu vznikne úzký proužek podél rovníku, který slouží ke spojení obou polokoulí. Na závěr se glóby natřou bezbarvým lakem.